# جناح هیتوتسوباشی
جناح هیتوتسوباشی (به ژاپنی: 一橋派)؛ گروهی بودند که در مسئله جانشینی، توکوگاوا ایه‌سادا از توکوگاوا یوشینوبو (بعدها شوگون پانزدهم)، از خاندان هیتوتسوباشی توکوگاوا یکی از سه شاخه خاندان توکوگاوا حمایت می‌کردند.

## بررسی اجمالی
توکوگاوا ایه‌سادا (شوگون سیزدهم) بیمار بود و علی‌رغم جوانی، از نظر امیدواری به طول عمر و تولد فرزند در وضعیتی ناامید کننده قرار داشت. بنابر این به‌طور طبیعی مسئله جانشینی شوگون درگرفت، جناح هیتوتسوباشی، پسر ارباب سابق قلمروی میتو بنام هیتوتسوباشی یوشینوبو را که پیرتر و فرزانه تر از توکوگاوا ایه‌موچی بود را برای جانشینی توصیه می‌کرد.
طرفداران این جناح ارباب سابق قلمروی میتو، توکوگاوا ناری‌آکی (پدر واقعی یوشینوبو)، ارباب زمان وقت قلمروی میتو توکوگاوا یوشی‌آتسو (پسر ارشد ناری‌آکی و برادر بزرگتر یوشینوبو)، ارباب قلمروی اچیزن، ماتسودایرا یوشیناگا، ارباب قلمروی اُواری، توکوگاوا یوشیکاتسو از دایمیوهای شینپان (خویشاوندان خاندان توکوگاوا) و همچنین برخی از دایمیوهای توزاما (خاندان‌های فئودالی که بعد از نبرد سکیگاهارا با توکوگاوا ایه‌یاسو پیمان اتحاد بسته بودند)، ارباب قلمروی ساتسوما، شیمازو ناری‌آکیرا، ارباب قلمروی اواجیما، داته مونه‌ناری، ارباب قلمروی توسا، یامائوچی یودو بودند.
گروهی که مقابل جناح هیتوتسوباشی قرار داشت جناح نانکی نامیده می‌شود که توکوگاوا ایه‌موچی از خاندان کیشو توکوگاوا را برای جانشینی توصیه می‌کردند. بیشتر دایمیوهای فودای (خاندان‌های فئودالی که قبل از نبرد سکیگاهارا با توکوگاوا ایه‌یاسو پیمان اتحاد بسته بودند) از جناح نانکی حمایت می‌کردند. برخلاف دایمیوهای شینپان و دایمیوهای توزاما که از مرکز قدرت دور بودند، دایمیوهای دایمیوهای فودای به مرکز قدرت نزدیک بودند و رهبری باکوفو (شوگون‌سالاری) را در اختیار داشتند. روجو (ریش سفید باکوفو) در این زمان، ارباب قلمروی فوکویاما، آبه ماساهیرو (از دایمیوهای فودای) بود.
در مورد سیاست خارجی در جناح هیتوتسوباشی اتفاق نظر وجود نداشت برخی مانند قلمروی میتو طرفدار نظریه اخراج اجنبی و برخی مانند قلمروی ساتسوما و قلمروی اواجیما طرفدار پایان دادن به ساکوکو (بسته بودن کشور) بودند.
جناح هیتوتسوباشی همچنین تلاش کرد تا روی حرمسرای قلعه ادو کار کند، مانند ارباب قلمروی ساتسوما، شیمازو ناری‌آکیرا، که ا دختر خوانده خود تنشو-این در سال ۱۸۵۶ به ازدواج شوگون سیزدهم درآورد، اما توکوگاوا ناری‌آکی، که صادق، به نفوذ بر حرمسرای قلعه ادو علاقه‌ای نداشت.
پس از عهدنامه دوستی و تجارت بین ایالات متحده آمریکا و ژاپن در اوت ۱۸۵۸، درگیری بین دو جناح شدت گرفت و پای دربار امپراتوری در کیوتو نیز به این اختلافات کشیده شد. معتمد ماتسودایرا یوشیناگا، هاشیموتو سانای، معتمد شیمازو ناری‌آکیرا، سایگو تاکاموری و دیگران نیز پنهانی در کیوتو در جهت اهداف جناح هیتوتسوباشی فعالیت کردند، اما با انتصاب ای نائوسوکه (ارباب فئودال قلمروی هیکونه) به عنوان تایرو (برابر با نخست‌وزیر کنونی ژاپن)، هم تصمیم‌گیری در مورد معاهدات و هم مسائل جانشینی تحت رهبری ای نائوسوکه درآمد و در پایان توکوگاوا ایه‌موچی جانشین شوگون سیزدهم شد و جناح هیتوتسوباشی شکست خورد.
شیمازو ناری‌آکیرا، پدر و فرزند ناری‌آکی، توکوگاوا یوشی‌آتسو و ماتسودایرا یوشیناگا که از این اقدام ای نائوسوکه خشمگین بودند، بدون اجازه به قلعه ادو برای گفتگو با ای نائوسوکه به قلعه ادو رفتند، بنابراین به آنها دستور حبس خانگی داده شد. با استفاده از این فرصت، ای تصفیه آنسی را شروع کرد. حتی در کیوتو، مانابه آکیکاتسو (ارباب فئودال سابائه) که از جناح نانکی طرفداری می‌کرد سرکوب شد. بسیاری از رهبران جناح هیتوتسوباشی حبس خانگی گرفتند. شیمازو ناری‌آکیرا که سعی داشت به طرف کیوتو لشکرکشی کند درست قبل از اقدام بر اثر بیماری درگذشت. پس از آن به جهت بازگرداندن قدرت دایمیوها حادثه ساکورادامون (۱۸۶۰) رخ داد و ای نائوسوکه در این حادثه ترور شد. در سال ۱۸۶۲ برادر کوچکتر شیمازو ناری‌آکیرا (رهبر خاندان شیمازو)، شیمازو هیسامیتسو به پیروی از برادرش به طرف کیوتو لشکرکشی کرد به همین سبب اصلاحات بونکیو انجام شد.